# Ida Golin
Ida Golin (* 16. Dezember 1959 in Ivrea; † vor oder am 6. Juli 2025) war eine italienische Fußballspielerin.

## Karriere

### Vereine
In Ivrea in der Provinz Turin aufgewachsen – die Eltern stammten aus Vicenza und gelangten aus beruflichen Gründen dorthin – und in Ermangelung eines Sportvereins vor Ort, begann Golin im Alter von 12 ½ Jahren in der Jugendabteilung von Juventus Turin mit dem Fußballspielen. Nach einer fünfjährigen Vereinszugehörigkeit wechselte die komplette Frauenfußballabteilung nach Padua und wurde in den Calcio Padova integriert. Diesem Verein gehörte sie von 1977 bis 1978 an und erzielte für ihn in ihrer letzten Spielzeit 20 Tore in 22 Punktspielen.
Zur Spielzeit 1979 nach Rom gelangt, war sie für die dort ansässige Frauenfußballabteilung von Lazio Rom aktiv, mit der sie am Ende ihrer Premierenspielzeit die Meisterschaft gewann und diese ein Jahr später verteidigte. Im Jahr 1982 begab sie sich nach Gorgonzola in die Lombardei und spielte für die Frauenfußballmannschaft des AS Giana Erminio in der Serie A und 1984 in der Serie B. In der Spielzeit 1983 und 1985 war sie zwischenzeitlich für die Frauenfußballmannschaft des norditalienischen Piacenza Calcio 1919 aktiv. Mit der Kalenderjahr übergreifenden Spielzeit (ab der Saison 1985/86) war sie jeweils eine Saison lang für den FC Modena, AC Mailand und zum Karriereende ein zweites Mal für Lazio Rom aktiv. Vereinsübergreifend kam sie in 306 Punktspielen in der Serie A zum Einsatz, in denen sie 253 Tore erzielte.

### Nationalmannschaft
Golin bestritt in zwölf Jahren 41 Länderspiele für die Nationalmannschaft, in denen ihr 29 Tore gelangen. Ihr Debüt als Nationalspielerin erfolgte am 12. September 1976 in Salerno beim 1:1-Unentschieden im Freundschaftsspiel gegen die Nationalmannschaft der Tschechoslowakei. Sie nahm mit ihrer Mannschaft an der in ihrem Land ausgetragenen Mundialito teil, die sie zweimal als Sieger und zweimal als Zweitplatzierter beendete. 1985 und 1986 war sie mit jeweils fünf Toren beste Torschützin des Turniers, 1986 gemeinsam mit Elisabetta Vignotto. Ihren letzten Einsatz für den FIGC hatte sie am 13. Juni 1987 in Drammen im Spiel um Platz 3 – während ihrer Teilnahme an der in Norwegen ausgetragenen Europameisterschaft –, der mit dem 2:1-Sieg über die Nationalmannschaft Englands auch erlangt wurde.

## Tod
Ida Golin starb im Juli 2025 im Alter von 65 Jahren.

## Erfolge
Nationalmannschaft
- Dritter Europameisterschaft 1987
- Mundialito-Sieger 1984, 1986
- Torschützenkönigin Mundialito 1985, 1986 (jeweils mit fünf Toren)

Lazio Rom
- Italienischer Meister 1979, 1980, 1988

Modena CF
- Italienischer Pokal-Sieger 1986
- Torschützenkönigin 1986 (mit 27 Toren)